# 조선문학
《조선문학》(朝鮮文學)은 조선민주주의인민공화국의 문예단체인 조선작가동맹 중앙위원회의 기관지이다. 1948년에 창간됐다.
처음에는 《문화전선》이란 이름을 사용했다가, 이후엔 《문학예술》이라는 이름으로 발간되었으며, 1953년에 《조선문학》이라고 바꾸고 월간으로 발행하고 있다. 조선로동당의 정책에 대한 해설과 동조하는 글을 실으며, 시, 소설, 평론 등이 실린다. 페이지의 수는 총 80페이지이다. 이 잡지는 2001년에 통권 500호를 발간하였다.
한때, 이 잡지는 외국의 추리소설이 연재되어 큰 관심을 끌기도 하였으며, 2004년에는 한 동안, 당국에서 금지했던 《승냥이》(한설야, 作)라는 반미소설이 실었다.
이 잡지는 문학예술종합출판사에서 발행하고 조선민주주의인민공화국에서 유일한 문예잡지이다.